# 伊斯梅尔·居泽尔
伊斯梅尔·居泽尔（土耳其語：İsmail Güzel，1986年4月14日—），土耳其男子摔跤运动员。他曾代表土耳其参加中国广州举办的2006年世界摔跤锦标赛，获得男子古典式120公斤级铜牌。